# Triphenylzinnchlorid
Triphenylzinnchlorid ist eine chemische Verbindung aus der Gruppe der zinnorganischen Verbindungen.

## Gewinnung und Darstellung
Triphenylzinnchlorid kann durch Umsetzung von Tetraphenylzinn mit Chlorwasserstoff in Chloroform hergestellt werden:
{\displaystyle \mathrm {Sn(C_{6}H_{5})_{4}+\ HCl\ {\xrightarrow {CHCl_{3}}}\ ClSn(C_{6}H_{5})_{3}\ +\ C_{6}H_{6}} }
Bereits 1918 wurde von Erich Krause die Darstellung von Triphenylzinnchlorid über die Umsetzung von Triphenylzinnhydroxid mit Chlorwasserstoff beschrieben:
{\displaystyle \mathrm {HOSn(C_{6}H_{5})_{3}+\ HCl\ {\xrightarrow {}}\ ClSn(C_{6}H_{5})_{3}\ +\ H_{2}O} }
Technisch kann es durch Komproportionierung von Tetraphenylzinn mit Zinntetrachlorid oder Phenylzinntrichlorid (Kocheshkov-Umlagerung) dargestellt werden:
{\displaystyle \mathrm {3\ Sn(C_{6}H_{5})_{4}\ +\ SnCl_{4}\ \rightarrow \ 4\ ClSn(C_{6}H_{5})_{3}} }
{\displaystyle \mathrm {2\ Sn(C_{6}H_{5})_{4}\ +\ Sn(C_{6}H_{5})Cl_{3}\ \rightarrow \ 3\ ClSn(C_{6}H_{5})_{3}} }

## Eigenschaften
Die Löslichkeit von Trialkyzinn- und Triarylzinn-Verbindungen in organischen Lösungsmittel ist deutlich größer als in Wasser, da die Zinn-Kohlenstoff-Bindung einen größeren kovalenten Anteil besitzt. Diese hydrolysieren auch nur langsam in Wasser.

### Physikalische Eigenschaften
Im 13C-Kernresonansspektrum (NMR) zeigt Triphenylzinnchlorid folgende Signale:
|              | Sn–C1– | –C2   | –C3   | –C4   |
| ------------ | ------ | ----- | ----- | ----- |
| ppm          | 137,6  | 136,5 | 129,4 | 130,6 |
| J(13C–119Sn) | 614    | 50,7  | 64,5  | 13,0  |

Im 119Sn–NMR liefert es ein Signal bei −44,4 ppm. Der Zinn-Kohlenstoffabstand in Kristall liegt bei 2,14 Å. Es hat in Benzol ein Dipolmoment von 3,46 Debye.

## Verwendung
Triphenylzinnchlorid ist die Ausgangsverbindung für eine Reihe anderer Triphenylzinn-Verbindungen, wie Triphenylzinnhydroxid und Triphenylzinnacetat.
{\displaystyle \mathrm {ClSn(C_{6}H_{5})_{3}+\ NaOX\ {\xrightarrow {}}\ XOSn(C_{6}H_{5})_{3}\ +\ NaCl\ \ X=H,Acetyl} }
Triphenylzinnhydrid kann durch Hydrierung von Triphenylzinnchlorid mit einem Reduktionsmittel, wie Lithiumaluminiumhydrid hergestellt werden:
{\displaystyle \mathrm {4\ ClSn(C_{6}H_{5})_{3}+\ LiAlH_{4}\ {\xrightarrow {}}\ 4\ HSn(C_{6}H_{5})_{3}\ +\ LiCl\ +\ AlCl_{3}} }
In der Vergangenheit wurden Triphenylzinn-Verbindungen, wie Triphenylzinnchlorid als Biozide und als Algizide und Molluskizide in Antifouling-Farben eingesetzt. Inzwischen ist deren Einsatz weltweit weitgehend verboten. In der EU sind Triphenylzinn-Verbindungen seit 1998 in der Landwirtschaft verboten und dürfen seit 2006 auch nicht mehr als Biozide verwendet werden.

## Sicherheitshinweise
Bei Aufnahme von Triphenylzinnverbindungen reichern sich diese in Niere, Leber, Gehirn und Herz an und beeinträchtigen das zentrale Nervensystem. Dabei wird Triphenylzinnchlorid stufenweise zu Di- bzw. Monophenylzinn abgebaut. Aufgrund der Analogie zur Wirkung von Triphenylzinnhydroxid wurde für alle Phenylzinnverbindungen ein MAK-Wert von 0,002 mg Zinn·m−3 festgelegt.